# 2013-as U19-es labdarúgó-Európa-bajnokság
A 2013-as U19-es labdarúgó-Európa-bajnokságot Litvániában rendezték július 20. és augusztus 1. között. A címvédő Spanyolország. A tornán 1994. január 1. után született játékosok vehettek részt. Az Eb-t Szerbia nyerte, története során először.

## Selejtezők
A selejtezőket két körben bonyolították le.
A végső döntőt selejtezők előzték meg, melyet két lépcsőben játszottak. A fordulók során 51 nemzet válogatottja versengett, hogy a hét továbbjutó csapat egyike legyen. Így alakult ki a házigazdával együtt a döntő nyolc csapata.

## Helyszínek
| Stadion                    | Város       | Férőhely |
| -------------------------- | ----------- | -------- |
| Alytus Stadium             | Alytus      | 4000     |
| Darius and Girėnas Stadium | Kaunas      | 8248     |
| ARVI Football Arena        | Marijampolė | 6250     |

## Résztvevők
- Litvánia
- Franciaország
- Szerbia
- Portugália
- Spanyolország
- Hollandia
- Grúzia
- Törökország

## Csoportkör
| Színmagyarázat                                           |
| -------------------------------------------------------- |
| A csoportok első két helyezettje bejutott az elődöntőbe. |
| A csoportok harmadik és negyedik helyezettjei kiestek.   |

### A csoport
| Csapat        | M | Gy | D | V | G+ | G– | Gk | P |
| ------------- | - | -- | - | - | -- | -- | -- | - |
| Spanyolország | 3 | 3  | 0 | 0 | 6  | 2  | +4 | 9 |
| Portugália    | 3 | 2  | 0 | 1 | 8  | 4  | +4 | 6 |
| Hollandia     | 3 | 1  | 0 | 2 | 6  | 9  | –3 | 3 |
| Litvánia      | 3 | 0  | 0 | 3 | 4  | 9  | –5 | 0 |

| 2013. július 20. 17:30 (CEST) |

| Litvánia                      | 2–3               | Hollandia                    |
| ----------------------------- | ----------------- | ---------------------------- |
| Artimavičius 38' Sirgedas 83' | (1–2) Jegyzőkönyv | Achahbar 10' 29' Vloet 90+6' |

| Darius and Girėnas Stadium, Kaunas Játékvezető: Martin Strömbergsson (svéd) |

| 2013. július 20. 20:15 (CEST) |

| Spanyolország | 1–0               | Portugália |
| ------------- | ----------------- | ---------- |
| Ramírez 19'   | (1–0) Jegyzőkönyv |            |

| ARVI Arena, Marijampolė Játékvezető: Felix Zwayer (német) |

| 2013. július 23. 15:30 (CEST) |

| Hollandia   | 1–4               | Portugália                         |
| ----------- | ----------------- | ---------------------------------- |
| Vloet 90+1' | (0–1) Jegyzőkönyv | Guedes 32' 89' Silva 73' Horta 87' |

| Alytus Stadium, Alytus Játékvezető: Michael Oliver (angol) |

| 2013. július 23. 17:30 (CEST) |

| Litvánia | 0–2               | Spanyolország    |
| -------- | ----------------- | ---------------- |
|          | (0–1) Jegyzőkönyv | Hernández 6' 74' |

| Darius and Girėnas Stadium, Kaunas Játékvezető: Alekszej Kulbakov (fehérorosz) |

| 2013. július 26. 20:00 (CEST) |

| Portugália                                                   | 4–2               | Litvánia     |
| ------------------------------------------------------------ | ----------------- | ------------ |
| Lopes 8' Petrauskas 45' Figueiredo 90+1' (11-esből) Mané 65' | (2–0) Jegyzőkönyv | Sirgedas 53' |

| Darius and Girėnas Stadium, Kaunas Játékvezető: Orel Grinfeeld (izraeli) |

| 2013. július 26. 20:00 (CEST) |

| Hollandia                       | 2–3               | Spanyolország                    |
| ------------------------------- | ----------------- | -------------------------------- |
| Mahi 36' Achahbar 90+1' (11-es) | (1–0) Jegyzőkönyv | Ramírez 68' Vadillo 81' Vico 83' |

| Alytus Stadium, Alytus Játékvezető: Alekszej Kulbakov (fehérorosz) |

### B csoport
| Csapat        | M | Gy | D | V | G+ | G– | Gk | P |
| ------------- | - | -- | - | - | -- | -- | -- | - |
| Szerbia       | 3 | 2  | 1 | 0 | 4  | 2  | +2 | 7 |
| Franciaország | 3 | 1  | 2 | 0 | 3  | 2  | +1 | 5 |
| Törökország   | 3 | 1  | 0 | 2 | 6  | 6  | 0  | 3 |
| Grúzia        | 3 | 0  | 1 | 2 | 2  | 5  | –3 | 1 |

| 2013. július 20. 16:00 (CEST) |

| Szerbia                  | 2–1               | Törökország |
| ------------------------ | ----------------- | ----------- |
| Luković 17' Mitrović 54' | (1–0) Jegyzőkönyv | Niyaz 88'   |

| ARVI Arena, Marijampolė Játékvezető: Michael Oliver (angol) |

| 2013. július 20. 18:00 (CEST) |

| Grúzia | 0–0         | Franciaország |
| ------ | ----------- | ------------- |
|        | Jegyzőkönyv |               |

| Alytus Stadium, Alytus Játékvezető: Emir Alečković (Bosznia és Hercegovina-i) |

| 2013. július 23. 17:30 (CEST) |

| Szerbia   | 1–0               | Grúzia |
| --------- | ----------------- | ------ |
| Meleg 74' | (0–0) Jegyzőkönyv |        |

| ARVI Arena, Marijampolė Játékvezető: Orel Grinfeeld (izraeli) |

| 2013. július 23. 19:45 (CEST) |

| Törökország           | 1–2               | Franciaország       |
| --------------------- | ----------------- | ------------------- |
| Yılmaz 87' (11-esből) | (0–1) Jegyzőkönyv | Hunou 6' Benzia 64' |

| Alytus Stadium, Alytus Játékvezető: Martin Strömbergsson (svéd) |

| 2013. július 26. 15:30 (CEST) |

| Franciaország | 1–1               | Szerbia       |
| ------------- | ----------------- | ------------- |
| Hunou 31'     | (1–0) Jegyzőkönyv | Pavlovski 77' |

| Darius and Girėnas Stadium, Kaunas Játékvezető: Felix Zwayer (német) |

| 2013. július 26. 15:30 (CEST) |

| Törökország                       | 4–2               | Grúzia                     |
| --------------------------------- | ----------------- | -------------------------- |
| Deniz 16' 18' Niyaz 58' Şahin 80' | (2–1) Jegyzőkönyv | Endeladze 3' Kacharava 50' |

| ARVI Arena, Marijampolė Játékvezető: Gediminas Mažeika (litván) |

## Egyenes kieséses szakasz
|  |                     |               |               |                            |   |         |         |       |
|  | Elődöntők           | Elődöntők     | Elődöntők     |                            |   | Döntő   | Döntő   | Döntő |
|  | Elődöntők           | Elődöntők     | Elődöntők     |                            |   | Döntő   | Döntő   | Döntő |
|  | július 29. – Alytus |               |               |                            |   |         |         |       |
|  |                     |               |               |                            |   |         |         |       |
|  | B1                  | Szerbia       | 2 (3)         |                            |   |         |         |       |
|  | B1                  | Szerbia       | 2 (3)         | augusztus 1. – Marijampolė |   |         |         |       |
|  | A2                  | Portugália    | 2 (2)         |                            |   |         |         |       |
|  | A2                  | Portugália    | 2 (2)         |                            |   | Szerbia | Szerbia | 1     |
|  | július 29. – Kaunas |               |               |                            |   | Szerbia | Szerbia | 1     |
|  |                     |               | Franciaország | Franciaország              | 0 |         |         |       |
|  | A1                  | Spanyolország | Franciaország | Franciaország              | 0 | 1       |         |       |
|  | A1                  | Spanyolország |               |                            |   |         |         |       |
|  | B2                  | Franciaország | 2             |                            |   |         |         |       |
|  | B2                  | Franciaország | 2             |                            |   |         |         |       |
|  |                     |               |               |                            |   |         |         |       |

### Elődöntők
| 2013. július 29. 15:30 (CEST) |

| Szerbia                                             | 2–2 (h. u.)                 | Portugália                          |
| --------------------------------------------------- | --------------------------- | ----------------------------------- |
| Đurđević 6' Gaćinović 85'                           | (1–0, 2–2, 2–2) Jegyzőkönyv | Silva 55' Guedes 79'                |
| Büntetőpárbaj                                       |                             |                                     |
| Pavlovski Milinković-Savić Meleg Gaćinović Mitrović | 3–2                         | Ié Horta Guedes Rafa Alves Teixeira |

| Alytus Stadium, Alytus Játékvezető: Michael Oliver (angol) |

| 2013. július 29. 15:30 (CEST) |

| Spanyolország            | 1–2 (h. u.)                 | Franciaország         |
| ------------------------ | --------------------------- | --------------------- |
| Rodríguez 27' (11-esből) | (1–1, 1–1, 1–2) Jegyzőkönyv | Benzia 29' Conte 105' |

| Darius and Girėnas Stadium, Kaunas Játékvezető: Orel Grinfeeld (izraeli) |

### Döntő
| 2013. augusztus 1. 20:45 (CEST) |

| Franciaország | 0–1               | Szerbia     |
| ------------- | ----------------- | ----------- |
|               | (0–0) Jegyzőkönyv | Luković 57' |

| ARVI Arena, Marijampolė Játékvezető: Alekszej Kulbakov (fehérorosz) |

| A 2013-as U19-es labdarúgó-Európa-bajnokság győztese |
| ---------------------------------------------------- |
| · Szerbia · 1. cím                                   |

## Gólszerzők
3 gólos
| - Anass Achahbar | - Gratas Sirgedas | - Alexandre Guedes |

2 gólos
| - Yassine Benzia - Adrien Hunou - Rai Vloet | - Iker Hernández - Sandro Ramírez | - Okan Deniz - Recep Niyaz |

1 gólos
| - Antoine Conte - Avto Endeladze - Nikoloz Kacharava - Lukas Artimavičius - Mimoun Mahi - Tobias Figueiredo - Ricardo Horta - Rony Lopes | - Carlos Mané - Bernardo Silva - Leandro Silva - Uroš Đurđević - Mijat Gaćinović - Andrija Luković - Dejan Meleg | - Aleksandar Mitrović - Marko Pavlovski - José Rodríguez - Álvaro Vadillo - Fede Vico - Enver Cenk Şahin - İbrahim Yılmaz |

1 öngólos
- Džiugas Petrauskas (Portugália ellen)